# レフコシャ地区

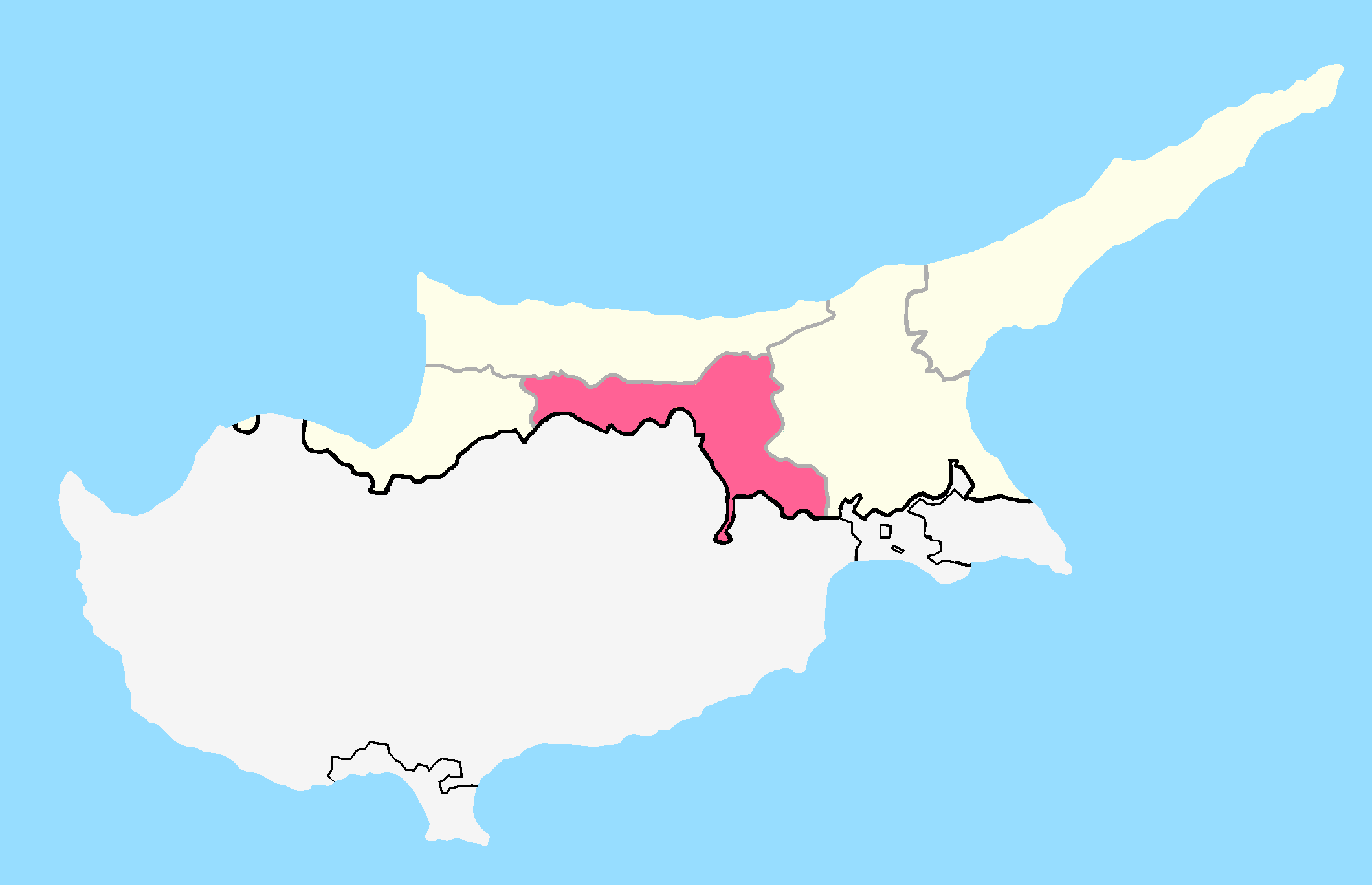
レフコシャ地区の位置

レフコシャ地区（トルコ語: Lefkoşa İlçesi）は 北キプロスの地区である。この行政区画にはレフコシャ準地区とDeğirmenlik準地区が属している。2011年の国勢調査によると、97,293人の住民がいる。 2012年現在の知事はKemal Deniz Danaである。
かつて、ギュゼルユルト地区はレフコシャ地区の一部であった。 